# Bitwa o Brzostowicę
Bitwa o Brzostowicę – bitwa stoczona w dniach 20–25 września 1920 roku na południe od Grodna przez 3 DP Leg. pod dowództwem gen. Leona Berbeckiego z jednostkami sowieckiej 15 Armii Augusta Korka, podczas ostatnich przygotowań do ofensywy polskiej nad Niemnem w czasie wojny polsko-bolszewickiej.

## Siły i zadania
Podczas ostatnich przygotowań do ofensywy polskiej nad Niemnem 3 DP Leg., stojąca na prawym skrzydle polskiej 2 Armii nad Świsłoczem, otrzymała rozkaz przesunięcia 20 września swoich głównych sił do rejonu Brzostowica Wielka – Brzostowica Mała. Stąd w drugim dniu polskiej ofensywy dywizja miała uderzyć wzdłuż osi Brzostowica Wielka – Zaniemeńsk z zadaniem opanowania mostów na Niemnie w Zaniemeńsku i Łunnej Woli, utworzenia przyczółków mostowych na prawym brzegu Niemna oraz zajęcia węzła kolejowego Mosty. Przewidywano, że w dalszej fazie bitwy dywizja weźmie udział w natarciu na Lidę. W skład 3 DP Leg. wchodziły: 5 BP Leg. (7 i 8 pp Leg.), 6 BP Leg. (9 pp Leg. i 23 pp), I dywizjon 2 psk, 3 pap Leg., 3 pac – razem około 7800 żołnierzy, 41 dział (w tym 10 ciężkich) i 215 ckm. Nastroje wojska po ostatnich zwycięstwach były bardzo dobre. Na prawym skrzydle dywizja sąsiadowała 15 DP z 4 Armia, na lewym z 21 DP. Przed frontem 3 DP Leg. stały główne siły 15 Armii Korka: 11 i 16 DS (około 11 tys. żołnierzy i 60 dział). Obie dywizje otrzymały we wrześniu uzupełnienia złożone z petersburskich komunistów, które podniosły ich wartość bojową i natchnęły duchem walki. Ponadto naprzeciw prawego skrzydła 3 DP Leg. stał 432 ps z 48 DS (16 Armia), a naprzeciw lewego skrzydła – 15 BS z 3 Armii.

## Natarcie wojsk polskich
20 września wieczorem 3 DP Leg. rozpoczęła natarcie dwiema kolumnami: 5 BP Leg. (d-ca ppłk Władysław Bończa-Uzdowski) z I i III dywizjonami 3 pap Leg. i I dywizjonem 2 psk przez Dublany i Mostowlany na Brzostowicę Wielką – Zaniemeńsk oraz 6 BP Leg. (d-ca płk Wacław Scaevola-Wieczorkiewicz) z II dywizjonem 3 pap Leg. oraz I dywizjonem 3 pac na Brzostowicę Małą – Łunną Wolę. W pasie działania 5 BP Leg. na linii Świsłoczy, zgrupowane były główne siły 11 DS. Początkowo natarcie polskie przebiegało pomyślnie. 7 pp Leg. zajął mosty na Świsłoczy w Dublanach i Mostowlanach, następnie jego II batalion opanował Klepacze i ruszył na Brzostowicę Wielką. Gdy zbliżano się do tej miejscowości, na Klepacze uderzył 91 ps i zajął je po walce z I dywizjonem 2 psk. II batalion 7 pp Leg., zmęczony walkami i forsownym marszem, mając oddziały nieprzyjaciela na tyłach, zatrzymał się w obawie przed odcięciem od sił głównych brygady. Uniemożliwiło to wykonanie natarcia na Brzostowicę Wielką w nocy z 20/21 września.
Uderzenie 6 BP Leg. ruszyło nad ranem 21 września, a nie jak planowano, wieczorem 20. Spóźnienie spowodowane było przeciągnięciem się prac przy budowie kładek przez Świsłocz. W porannej mgle 23 pp zaskoczył oddziały sowieckiej 16 DS i do południa opanował wszystkie wyznaczone miejscowości z wyjątkiem Brzostowicy Małej. Wolniej posuwał się 9 pp Leg., który musiał stoczyć ciężki bój o wieś Nieporożniewice. O świcie wznowił także natarcie 7 pp Leg., który nie mógł doczekać się nadejścia 8 pp Leg. z artylerią. Pod Brzostowicą Wielką jego III batalion wpadł na maszerujące kolumny 93 i 97 ps. Polacy pierwsi ochłonęli z zaskoczenia i otworzyli ogień rozpraszając oba pułki. Na karkach uchodzących czerwonoarmistów około godz. 7.30 wpadli do Brzostowicy Wielkiej, rozbili kwaterujący tutaj sztab 11 DS wraz z jego osłoną (d-ca dywizji Sobiejnikow został ranny i ledwo uszedł polskiej niewoli), rozproszyli tabory i oddziały tyłowe, wzięli cztery działa oraz około trzystu jeńców. Zranienie Sobiejnikowa i zniszczenie sztabu do końca dnia sparaliżowało dowodzenie 11 DS. Po południu 3 DP Leg. przegrupowała oddziały do dalszego natarcia. Główne siły 5 BP Leg. zebrały się w Brzostowicy Wielkiej, wysuwając placówki do Brzostowiczan i Meniek. Między godz. 16 a 17 obie te wioski zostały zaatakowane przez 96 ps. Placówki cofnęły się do Brzostowicy Wielkiej, a prące za nimi tyraliery 96 ps trafiły wprost pod niszczący ogień baterii III dywizjonu 3 pap Leg. i poniosły wielkie straty. Walki o mniejszym natężeniu toczyła po południu 6 BP Leg. 21 września wieczorem Kork skierował pod Brzostowicę Wielką odwodową 56 Samodzielną BS (3000 żołnierzy, 54 ckm). Brygada przybyła niedawno znad granicy fińskiej, była w pełni wypoczęta i dobrze wyposażona. Wsparła ona prawe skrzydło 11 DS, dzięki czemu Rosjanie uzyskali nad 3 DP Leg. dwukrotną przewagę liczebną i półtorakrotną w artylerii. Kork uparcie dążył do odzyskania utraconych pozycji nad Świsłoczą.
Trzeci dzień bitwy zaczął się od serii kontrataków przeciwnika. 32 i 31 BS z 11 DS ponownie opanowały Meńki i Brzostowiczany. Dopiero pod Brzostowicą Wielką zostały zatrzymane przez 5 BP Leg. Koło szosy wołkowyskiej weszła do walki 56 BS, uderzając na stanowiska 7 pp Leg. Trzykrotnie szturm brygady, prowadzony wprost na stanowiska polskie bez próby ich obejścia, załamywał się w ogniu 11 i 12 kompanii pułku. Dopiero gdy obrońcom zaczęło brakować amunicji, czerwonoarmiści wdarli się do polskich okopów, ale kontratak w porę sprowadzonych odwodów 7 pp Leg. zmusił ich do odwrotu. Po południu bój na całym froncie dywizji rozgorzał z nową siłą. O godz. 18.00, po długim przygotowaniu artyleryjskim, wyszło natarcie sowieckiej 33 BS. W skoncentrowanym ogniu pięciu baterii 3 pap Leg. brygada poniosła wielkie straty i została zmuszona do wycofania się na pozycje wyjściowe. Ciężkie chwile przeżywała 6 BP Leg., na którą uderzyła cała 16 DS. Po południu front polski pękł między Brzostowicą Małą a Koleśnikarni. 9 pp Leg., atakowany przez 46 i 47 BS, został odrzucony o cztery pięć km w kierunku Świsłoczy. Natomiast sąsiadujący z nim od północy 23 PP po ciężkim boju z 48 BS utrzymał swoje pozycje, zagrażając prawemu skrzydłu oddziałów nieprzyjaciela, które wdarły się w głąb polskiej obrony. Płk Wieczorkiewicz, wykorzystując dogodne ukształtowanie linii frontu, nakazał 23 pp aktywne wsparcie lewego skrzydła 9 pp Leg. Jednocześnie ppłk Bończa-Uzdowski, który nie miał łączności z 6 BP Leg., z własnej inicjatywy przygotował kontratak odwodów 5 BP Leg. na prawym skrzydle 9 pp Leg. W efekcie około godz. 16 z trzech stron wyszło przeciwnatarcie 3 DP Leg. na oddziały sowieckie, które dokonały wyłomu w polskim froncie: od północy nacierały dwie kompanie 23 pp z jedną baterią, od frontu dwa bataliony 9 pp Leg. z dwiema bateriami, od południa trzy kompanie 8 pp Leg. z dwiema bateriami. Poszczególne grupy działały na własną rękę, bez łączności ze sobą i wspólnego dowództwa. Było dziełem przypadku, że ich kontrataki zbiegły się w czasie, sprawiając wrażenie skoordynowanej akcji. Na polu bitwy zgranie, doświadczenie, zaciętość oddziałów dywizji oraz ich gotowość do niesienia sobie nawzajem pomocy wyrównały niedostatki organizacyjnie. Mimo zawziętego oporu brygad 16 DS do godz. 18.00 stanowiska 9 pp Leg. zostały odzyskane. Sztab 3 DP Leg. o godz. 15.00 otrzymał z d-twa 3 Armii rozkaz, który wyznaczał początek ofensywy polskiej nad Niemnem na 22 września. Oznaczało to, że mosty na Niemnie powinny być opanowane do wieczora 23; sytuacja na froncie wykluczała jednak natychmiastowe przystąpienie dywizji do natarcia. Gen. Berbecki zdecydował, że 3 DP Leg. uderzy 23 września rano. Natarcie dywizji poprzedziła akcja 23 pp, który korzystając z ciemności nocnych, opanował przez zaskoczenie Eysmonty Małe, a 23 września o świcie Brzostowicę Małą. Dalsze natarcie spotkało się o godz. 10.00 z silnym przeciwnatarciem Rosjan. Oddziały polskie zostały odrzucone na pozycje wyjściowe, a następnie zmuszone do odwrotu w kierunku Brzostowicy Murowanej. W krytycznym momencie przed prące do przodu tyraliery sowieckie wyjechała kłusem 4 bateria 3 pap Leg. i z odległości kilkuset metrów otworzyła ogień na wprost. Chwilowe załamanie przeciwnika wykorzystał d-ca 23 pp i rzucił do walki odwody, opanowując sytuację. Trudne chwile przeżywał także 9 pp Leg., który został zepchnięty na linię Klukowce – Milatycze, co zmusiło 23 pp do zagięcia prawego skrzydła i oparcia o Świsłocz. Do późnego popołudnia trwał zacięty bój na froncie 5 BP Leg. od miejscowości Meńki po folwark Stanisławów. Rano 23 września nieprzyjaciel zaatakował 7 pp Leg. pod Brzostowicą Wielką; w skoncentrowanym ogniu sześciu baterii natarcie sowieckie załamało się. Przeciwnik ponowił je o godz. 16.00 z podobnym skutkiem. Późnym popołudniem prawe skrzydło 5 BP Leg. zostało odciążone dzięki uporczywym walkom 4 pp Leg. (z 4 BP Leg.) pod Szydłowiczami, które zmusiły do odwrotu 56 i 32 BS. Dzięki temu ppłk Bończa-Uzdowski mógł skierować dwa odwodowe bataliony 8 pp Leg. do walki o zlikwidowanie włamania rosyjskiego w pozycje 9 pp Leg.; o godz. 17.15 bataliony ruszyły do kontrataku, pociągając za sobą 9 pp Leg. Dzięki wsparciu udzielonemu przez osiem baterii tempo posuwania się piechoty było bardzo duże – w ciągu godziny odzyskano stanowiska 9 pp Leg. i odebrano nplowi wszystkie zdobycze. O północy 3 DP Leg. osiągnęła linię Masalany – Sedejki – Werejki.
W nocy z 23/24 września nadszedł rozkaz Naczelnego Wodza, modyfikujący nieco zadania dywizji gen. Berbeckiego. Wobec zaangażowania dużych sił sowieckich przed jej frontem, Piłsudski nakazał wiązanie przeciwnika aktywnymi działaniami, aby uniemożliwić mu przerzucenie wojska tam, gdzie decydowały się losy bitwy nad Niemnem. Kork nie zrezygnował z prób wyparcia Polaków za Świsłocz. 24 września Rosjanie przeprowadzili szereg kontrataków, które załamywały się w ogniu doskonale strzelającej polskiej artylerii. Ponieśli przy tym duże straty, toteż kiedy około godz. 18 Polacy wznowili natarcie, nie potrafili zorganizować skutecznego oporu i rozpoczęli odwrót. Czołowe oddziały polskie znajdowały sporo porzuconej broni, co przyjęto za pierwsze oznaki dezorganizacji w szeregach przeciwnika.
25 września przed południem opór Rosjan słabł z każdą chwilą i tylko ogromne zmęczenie żołnierzy polskich opóźniało tempo pościgu. Tego dnia, w związku z coraz gorszym położeniem wojsk Frontu Zachodniego nad Niemnem, dywizje 15 Armii rozpoczęły odwrót. Wieczorem 6 BP Leg. zajęła bez walki Łunną i Wolę i uchwyciła mocno zniszczony most na Niemnie. W nocy z 25/ 26 września oddziały 5 BP Leg. opanowały częściowo zniszczony most kolejowy pod Zaniemeńskiem.

## Konsekwencje walk
Dopiero po pięciu dniach walk 3 DP Leg. osiągnęła cele przewidziane na drugi dzień operacji. Jednak planując działania dywizji dowództwo polskie nie mogło przewidzieć, że przyjdzie jej zmierzyć się z połową sił sowieckiej 15 Armii. 3 DP Leg. związała walką 11 i 16 DS oraz przejściowo także 56 BS. Ciężkie walki pod Brzostowicą Wielką i Brzostowicą Małą razem z innymi działaniami wojsk polskich utwierdziły Tuchaczewskiego w przekonaniu, że Polacy próbują przełamać front pod Grodnem i na przedpolach Niemna, na południe od tego miasta. Ułatwiło to zadanie grupie skrzydłowej polskiej 3 Armii, której uderzenie na Lidę przesądziło o klęsce Armii Czerwonej w bitwie nad Niemnem.
W walkach o Brzostowicę Wielką dywizja gen. Berbeckiego straciła 223 poległych, 1149 rannych; straty Rosjan sięgały około tysiąca poległych, wielką liczbę rannych, 2100 jeńców, 7 dział, 40 cekaemów.
Walki żołnierzy polskich o Brzostowice zostały upamiętnione na Grobie Nieznanego Żołnierza w Warszawie, napisem na jednej z tablic w II RP „BRZOSTOWICA WIELKA 20 IX 1920” i po 1990 r. – „BRZOSTOWICE 20 IX 1920”.